# 龙佐内
龙佐内（義大利語：Ronzone），是意大利特伦托自治省的一个市镇。总面积5.3平方公里，人口386人，人口密度72.8人/平方公里（2009年）。ISTAT代码为022159。